# 韋謏
韋 謏（い しょう、? - 350年）は、五胡十六国時代後趙及び冉魏の人物。字は憲道。本貫は京兆郡杜陵県。

## 生涯
振る舞いは上品であり、儒学に励んだ。文書を書き記す事を好み、各々の家々について著述する際は、重要な事柄や志操について全て目を通したという。
劉曜の時代に前趙に仕え、黄門郎に任じられた。
やがて後趙の石勒に帰順し、散騎常侍に任じられた。その後、七郡の太守を歴任し、いずれも清澈・明朗を旨として教化に当たったので、その名は大いに知れ渡った。
その後、朝廷に戻って廷尉に任じられ、識者からは于定国・張釈之に匹敵すると称えられた。また、黄門郎にも任じられた。
332年、西河の介山では鶏の卵程の大きさのある雹が降り、平地では3尺降り、窪地では1丈余りも積もった。石勒はこの災異は寒食を禁じた事（并州では、介子推の死を偲んで清明節の前日には火を使わず冷たい食事をとる風習があったが、石勒がこれを廃止した）で天の怒りを買ったと考え、寒食の法を正しく定め、祠堂を建ててこれを奉じるよう命じた。韋謏はこれに対して「『春秋』より案じますに、蔵氷によって道は失われ、陰気が漏れ出して雹となると記載があり、子推の以前より雹が降っていたことは明らかです。故に今回の一見は子推とは関係なく、陰陽から乖離したため発生したに他なりません。子推は賢者であり、どうしてこのような暴害を為すというのですか！今回の原因を死人に求めると言うのは、間違っていると思われます。今、氷室を造りましたが、恐らく蔵氷の所在は厳冬の地に無く、多くが山川の側にあるため、気が漏れ出て雹となったと思われます。子推の如き忠賢を以て、介休・綿山の間でこれを奉じさせれば、天下に通らないことがありましょうか。」と述べた。石勒はこれに従い、氷室を地下の厳寒の場所に移させた。また、以前通りに并州では寒食が行われるようになった。
石虎の時代には侍中に任じられた。
342年12月、石虎は狩猟や微行に節度がなく、夜明けと共に出て夜になるまで帰って来ない事もあった。また、密かに城を出ては作役の様子を観察する事もあった。韋謏はこれを諫めて「臣が聞くところによりますと、千金の子というのは座す時には堂に垂れず、万乗の主というのは危には近寄らないとのことです。陛下は天生の神武を有し、四海に雄拠し、乾坤が深く賛じる所であり、慮いは万に一つもありません。しかしながら、白龍であっても魚服で出たならば、豫且（春秋時代宋の人）の禍があるとも言います。海若であっても潜遊すれば、葛陂の酷に罹するともいいます。深く願うのは、陛下が宮を清し路を蹕し、二神（白龍と海若）を模範とする事です。天下の重を疎かにしてはならず、斤斧の間を軽行すべきではありません。ひとたび狂夫が変を起こせば、龍騰の勇であっても対処する暇はなく、智士の計であっても設ける暇などありますまい！古えより聖王の宮室造営が、三農の隙に始められたのは、農時を奪わないためでした。しかし今、耕耘の盛んな時期であり、あるいは収穫の月で役を患っている所です。その為、頓斃した者が道に溢れ、怨声が路を塞いでおります。これは誠に聖君仁后が忍ぶ所ではありません。その昔、漢明（前漢の明帝）は賢君でありましたが、鍾離（鍾離意）の一言により徳陽の役を中止させました。臣はこの昔士を知り、誠に恥じ入るばかりです。言無くとも正しい選択が出来たらば、陛下の道は前王を越えたといえましょう。哀覧される事を願います」と諫めると、石虎は韋謏を称賛し、穀帛を下賜した。しかし、建造・修繕は増加し、出歩く事も止めなかった。
韋謏は後趙に仕えている間、九卿に4度、尚書に6度、侍中に2度、太子太傅に2度任じられ、やがて京兆公に封じられたという。
350年2月、後趙の大将軍冉閔が魏国を興すと、韋謏はこれに従い、光禄大夫に任じられた。
11月、冉閔は10万の兵を率いて後趙皇帝石祗の守る襄国へ侵攻した。この時、子の太原王冉胤を大単于・驃騎大将軍に任じ、降伏してきた胡人1千人を配下に付けた。これに韋謏は「今、降胡は数千おりますが、以前のようにこれに接し、誠に招誘の恩といえましょう。しかしながら胡・羯は全て我らの仇敵であり、今奴らが帰順してきたのは、単にその命を存続させようとしているに過ぎません。もしこの中に刺客がおり、万一隙をついて変事を起こされたならば、悔いても及びますまい。古人が言うには『1人の人間でさえ侮ってはならぬ。まして千であるならばなおさらである』と。願わくば降胡を誅殺し、単于の称号を外し、五聖の根本の戒めを深く考えて惨事を防がれますよう」と強く諫めた。冉閔は元々は胡人を排除して漢人政権を志向していたが、この時期には方針を転換して胡人を慰撫して国家を安定させようと考えていた。その為、この発言を聞くと激怒してしまい、韋謏は子の韋伯陽を始めとした子孫と共に誅殺された。
351年3月、冉閔が襄国において大敗を喫すると、冉閔に従っていた胡人の栗特康は冉胤・左僕射劉奇を捕らえて後趙へ降伏し、両者は石祗により処刑された。また、中原は大混乱に陥ると、羌・胡・蛮の数百万余りはみな郷里に帰ろうとしたので、道路は混雑して殺人や略奪が横行し、さらに飢饉と疫病が降りかかった。冉閔はこれを大いに悔い、韋謏の進言を思い出し、彼に大司徒を追贈した。

## 人物
どの様な相手でも憚る事なく諫め、軍務・政務に関する提言を幾度も行い、その多くが取り入れられたという。
また、3千文字余りを書き上げて『伏林』を著し、『典林』23篇を演した。およそ著述する際には世の中の事柄から数10万言を集めて記し、その内容はみな深く博く、才学・道義を有していたという。
その一方で性格は厳重ではなく、私利の為に行動する事もあった。論者もまたこれを彼の汚点とした。
かつて、子の韋伯陽へ「我が高（高祖父）、我が曽（曽祖父）は代々に渡り立派な徳を有し、我が祖（祖父）、我が考（父）は父は父たらんとし、子は子たらんとした。汝もまた我に応えて正と巡り合い、悪に抵抗するように」と告げた。すると韋伯陽は「伯陽は不肖の身であります。誠にその教えに従い、そのような状況になった際には、ほどほどに抵抗するように致します」と答えたので、韋謏はしばらく言葉を発する事が出来なかった。当時の人はこれを伝え広め、笑いものとしたという。